# アイレムソフトウェアエンジニアリング
アイレムソフトウェアエンジニアリング株式会社（英: IREM SOFTWARE ENGINEERING INC.）は、アイレム（irem）のブランド名で商品展開を行っている日本のゲーム会社、ならびに映像制作メーカー。EIZO株式会社の完全子会社。コンピュータエンターテインメント協会正会員。

## 概要
かつてナナオ（現・EIZO）は傘下にアイレム株式会社を持ち、ゲーム開発に携わっていたが、『レジェンド・オブ・ヒーロー・トンマ』や『ゲオポリティク島における国家興亡論』など、発売中止に終わったファミリーコンピュータ作品が多く、1994年にゲーム開発から一旦撤退した。ゲーム開発を再開するにあたり、100%子会社としてアイレムソフトウェアエンジニアリング株式会社を設立、アイレム株式会社よりゲーム事業、及び版権を譲り受けた。
旧アイレム時代からの作品『大工の源さん』は他にウェブアニメ及びコンシューマーゲームとしても制作されている。
2006年5月、東京都港区赤坂に東京開発室を開設した。同年7月、通信販売サイト「アイレム横丁」の運営を開始。
2011年3月、東日本大震災など諸々の事情で開発中のゲームタイトルが開発中止と同時に、5月に「アイレム横丁」の終了宣言、サイト内のコンテンツの縮小、8月11日にPlayStation Homeのラウンジ（ソニー・コンピュータエンタテインメントに次ぐ数のラウンジを設置していた）の大幅な縮小が行われた。
また、R-TYPEシリーズ等、バーチャルコンソール・PlayStation Storeにて配信されていたソフトの大半が配信終了となり、以前から提携していた三洋物産のパチンコ・パチスロ関連のソフトを中心とした事業展開に大きく舵を切っている（その過程で、パチパラシリーズの開発は継続）。2013年にはアプリ開発も行っており、2017年ではパチンコ・パチスロ以外のソフトに開発協力として参加。
『みんなでスペランカー』を始めとするスペランカーの権利関係については、元アイレム社員が設立したTozai Gamesへ配信元が移管された。
2011年4月、九条一馬ら一部のスタッフが退社。独立して新たにゲーム会社グランゼーラを設立した。代表取締役は「アイレム横丁」の責任者を務めた名倉剛。これに関して、かつての関係者であり九条と交友関係のある稲葉敦志が、5月25日にTwitterでつぶやいたことで広まった。

## 沿革
- 1997年（平成9年）
  - 4月 - 石川県白山市にアイレムソフトウェアエンジニアリング株式会社を設立。
  - パチンコ向け映像ソフトの開発開始。
  - 7月 - アイレム株式会社開発室部門の業務をアイレムソフトウェアエンジニアリング株式会社にて継承。
- 1999年（平成11年）11月 - PS2用ゲームソフト開発開始。
- 2001年（平成13年）12月 - 大阪府大阪市淀川区西中島にて大阪開発室開設。
- 2006年（平成18年）5月 - 東京都港区赤坂にて東京開発室開設。
- 2007年（平成19年）4月 - PS3用ゲームソフト開発開始。
- 2008年（平成20年）4月 - 東京開発室を台東区駒形に移転。
- 2010年（平成22年）11月 - 東京開発室を解消し、開発本部及び東京開発部を設置。石川県白山市から東京に本社機能を移転。
- 2011年（平成23年） 2月 - 東京本社を千代田区神田東松下町に移転。
- 2013年（平成25年) 10月 - 愛知県名古屋市千種内山に名古屋事業所を開設。
- 2018年（平成30年) 10月 - 名古屋事業所を同市中区栄に移転。

## 事業所
- 石川事業所（登記上の本店） - 石川県白山市福留町
- 名古屋事業所 - 愛知県名古屋市中区栄

## ゲーム作品
以前のアイレム（現：アピエス）の作品も参照。
1998年
- R-TYPES（PS）
- R-TYPE Δ（PS）

2000年
- カートンくん（PS）

2001年
- 激写ボーイ2 〜特ダネ大国ニッポン〜（PS2）

2002年
- 絶体絶命都市（PS2）
- -U- underwater unit（PS2）

2003年
- R-TYPE FINAL（PS2）

2004年
- 桜坂消防隊（PS2）

2005年
- ポンコツ浪漫大活劇バンピートロット（PS2）
- ブロックス倶楽部 with バンピートロット（PS2）

2006年
- 絶体絶命都市2 -凍てついた記憶たち-（PS2）
- ブロックス倶楽部ポータブル with バンピートロット（PSP）

2007年
- ブロックス倶楽部（Windows 2000、XP）
- マワスケス based on "Carton-kun"（PSP）
- R-TYPE TACTICS（PSP）

2008年
- いくぜっ!源さん 〜夕焼け大工物語〜（PSP）
- ポンコツ浪漫大活劇バンピートロット ビークルバトルトーナメント（PSP）
- 戦国絵札遊戯 不如帰 -HOTOTOGISU- 乱（PSP）

2009年
- みんなでスペランカー（PS3）
- 絶体絶命都市3 -壊れゆく街と彼女の歌-（PSP）
- スペランカー（Windows XP SP2、Windows Vista）
- なりそこない英雄譚〜太陽と月の物語〜（PSP）
- R-TYPE TACTICS II -Operation BITTER CHOCOLATE-（PSP）

2010年
- 戦国絵札遊戯 不如帰 大乱（PSP）

2011年
- どきどきすいこでん（PSP）

発売中止
- ポンコツ浪漫大活劇バンピートロット2（PS3）
- 絶体絶命都市4 -Summer Memories-（PS3）※後にグランゼーラが開発を再開

パチンコ・スロット関係（パチパラシリーズ（三洋パチンコパラダイスシリーズ））
- 海物語シリーズ
- わんわんパラダイス
- 大工の源さんシリーズ

## 笑いの提供

### エイプリルフール企画
公式サイトでは1998年から毎年4月1日にエイプリルフール企画が披露されていた。年を経るごとに、次第に壮大かつ派手なものになっていた。2011年は諸般の事情により中止となった。東日本大震災に伴う自粛と思われる。
九条一馬在籍当時は、この企画のために、前年11月頃から社内で準備を開始し、しかもかなり手の込んだものを作った年もあった。また、登場したもののうち、いくつかはアイレムのゲーム内で登場している（『どきどきすいこでん』は、アイレムHP内の4コマ漫画の題材になっている）。上述のアイレム横丁についても、同様にジョーク商品を紹介した。また、アイレムはPlaystation Homeに多くのラウンジを設置していたため、それらの場所でもオブジェクトを書き変えたイベントが行われていた。
企業系サイトがエイプリルフール企画を仕掛ける先駆けでもあると言われており、エイプリルフール企画を仕掛ける日本の企業系サイトがリストアップされる際、円谷プロ等と並んでたびたび大きく名が載るほどであった。
中でも2001年のエイプリルフール企画であった架空の恋愛ゲーム『どきどきすいこでん』は、アイレムのサイトコンテンツにもたびたび登場し、2011年に現実のゲームソフトとして発売されることになった。
2011年、エイプリルフール企画を主導した九条一馬らが退社。アイレムのサイトから過去（2010年以前）のエイプリルフール企画のコンテンツが削除された。2012年にはエイプリルフール企画を再開したが規模は縮小され、2013年は全く行われなかった。
参考文献
- 九条一馬「存在感と存在価値を取り戻すために -エイプリルフールコンテンツに込めた思い-」（『テレビゲームのちょっといいおはなし・5』、コンピュータエンターテインメント協会、2008年、31-37頁）

ゲームのちょっといい話アーカイブより、PDFファイルとしてダウンロード可能（2024年9月21日現在）。

### ゲームショウなど
アイレム横丁でも、「目盛りのない分度器」といった商品が売られていたり、東京ゲームショウに出展したときには、前述した実物大のトロットビークルを運搬してきたり、『るるぶ』をもじった本『アイレムぶるるん』を配布したり、さらには親会社であるナナオの得意分野であるディスプレイ「アシュラ」の公開など、ギャグが多い。
2010年の東京ゲームショウでは、通常のゲームメーカーとしての出展と物販ブースへの「アイレム横丁」出展に加えて、飲食ブースで新作タイトル『絶体絶命都市4』と金沢カレーをコラボレーションさせた「絶体絶命カレー」を販売。ケータリング専門業者への委託ではなく自社運営で、領収書には「アイレムソフトウェアエンジニアリング株式会社」の判が押されていた。またこのカレーの販売については『アイレムぶるるん』でも紹介されている。
なお、PS Storeにて『アイレムぶるるん デジタル版』が2011年1月27日に創刊された。デジタル版には付録が付いている内容となっている。

### ふる里4コマ小唄
上記のエイプリルフール企画をはじめ、アイレムのサイトの歴史はかなり長く、このふる里4コマ小唄は、1998年より毎週追加更新され、2009年1月18日現在、500回を超える長期連載となっている。
ほとんどの内容が社員の手書きによるものであり、その内容もアイレム横丁の物販特典や開発環境に関する内輪受けのものから、2010年まで本社があった石川県や兼六園に関するもの、『ぐっすんおよよ』や『スペランカー先生』と言った自社のキャラクターを題材にしたものなど様々であり、地味ながらも脈々と続くコンテンツである。557回目でエンターブレインより連載をまとめた1冊の本として発売の予定を告知する漫画が連載され、2009年7月1日に「スペランカー先生 アイレム発特撰ふる里4コマ小唄」として刊行された。
2011年3月に『絶体絶命都市4』の発売中止告知がなされた際、同名のページは開発者が綴る日記のコーナーとともに削除された。
2015年4月には「IREMひみつ情報局」という形で日記が再開している。